# مارينيو (لاعب كرة قدم مواليد 1979)
مارينيو (بالبرتغالية: Mairon César Reis‏) هو لاعب كرة قدم برازيلي في مركز الهجوم، ولد في 27 أغسطس 1979 في بيلو هوريزونتي في البرازيل. لعب مع أتلتيكو مينيرو ونادي جوفنتودي ونادي ساو كايتانو ونادي سي آر بي ونادي كروزيرو ونادي هاماربي.